# Henry Lauterbach

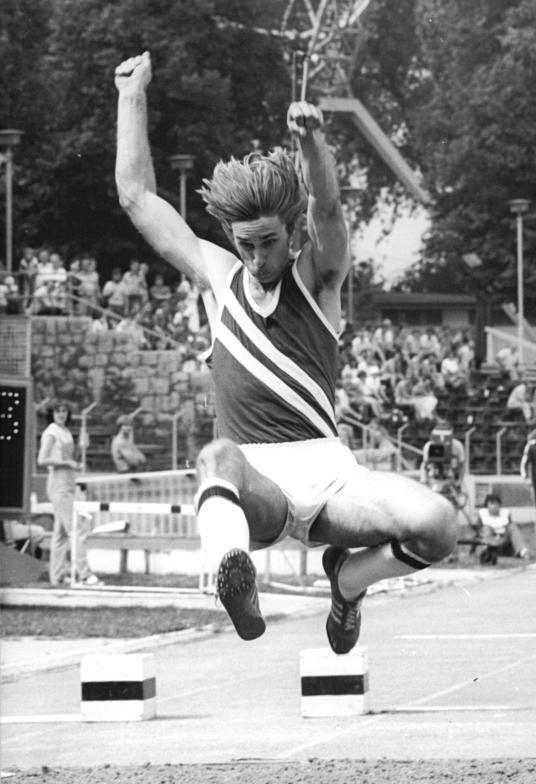
Lauterbach springt 1981 in Erfurt 8,35 m im Weitsprung

Henry Lauterbach (* 22. Oktober 1957 in Buttstädt) ist ein ehemaliger deutscher Leichtathlet aus der Deutschen Demokratischen Republik (DDR), der sowohl im Hochsprung als auch im Weitsprung zur Weltklasse gehörte.

## Karriere
Lauterbach startete für den SC Turbine Erfurt, für den auch sein Bruder Wolfram antrat, der Sechste der Europameisterschaften 1974 im Weitsprung. Henry Lauterbach wurde schlagartig bekannt, als er bei den DDR-Meisterschaften 1976 sowohl im Hochsprung hinter Rolf Beilschmidt als auch im Weitsprung hinter Frank Wartenberg den zweiten Platz erreichte. Im Hochsprung hatte er sich mit 2,18 m auf Anhieb für die Olympischen Spiele 1976 in Montreal qualifiziert, in Montreal verpasste er allerdings mit 2,13 m den Endkampf. In den folgenden Jahren konzentrierte sich Lauterbach weitgehend auf den Hochsprung. Er wurde 1977 und 1978 jeweils Vizemeister der DDR hinter Rolf Beilschmidt, in der Halle belegte er 1978 den zweiten Platz hinter Beilschmidt, 1979 wurde Lauterbach Hallenmeister. Bei den Europameisterschaften 1978 in Prag sprang Lauterbach 2,26 m und belegte den vierten Platz, zwei Zentimeter und einen Platz hinter Beilschmidt. Bei den Halleneuropameisterschaften 1979 in Wien belegte er mit 2,21 m den fünften Platz. 1980 sprang Lauterbach bei den DDR-Meisterschaften zum vierten Mal auf den zweiten Platz, diesmal geschlagen von Gerd Wessig. Bei den Olympischen Spielen 1980 in Moskau überquerte Lauterbach 2,29 m und war als Viertplatzierter nur drittbester DDR-Springer, denn Gerd Wessig gewann Gold und Jörg Freimuth Bronze.
Bei den DDR-Meisterschaften 1981 belegte Lauterbach im Hochsprung den dritten Platz hinter Beilschmidt und Freimuth. Nach jahrelanger Pause war er auch wieder im Weitsprung dabei und konnte sich als Zweiter hinter Uwe Lange platzieren. In der Hallensaison 1982 gewann Lauterbach im Weitsprung den DDR-Meistertitel. Auch bei den Halleneuropameisterschaften in Mailand trat er im Weitsprung an und gewann den Titel mit 7,86 m und drei Zentimetern Vorsprung auf den Schweizer Rolf Bernhard. 1983 belegte er noch einmal den zweiten Platz bei den DDR-Hallenmeisterschaften hinter Frank Nowak.
1977 stellte Henry Lauterbach mit 2,24 m den DDR-Rekord von Rolf Beilschmidt ein, als er ein Jahr später mit 2,30 m seine persönliche Bestleistung sprang, stand Beilschmidts Rekord bereits bei 2,31 m. 1981 gelang ihm in Erfurt im Weitsprung ein Satz auf 8,35 m. Damit lag er zwar 19 Zentimeter hinter Lutz Dombrowskis Weite beim Olympiasieg 1980, aber hinter Dombrowski, Sebastian Bayer, Christian Reif und Frank Paschek liegt Lauterbach zusammen mit Josef Schwarz auf dem fünften Platz der ewigen deutschen Bestenliste. (Stand 2012)
Henry Lauterbach hatte bei einer Körpergröße von 1,90 m ein Wettkampfgewicht von 81 kg. In den nach der Wende öffentlich gewordenen Unterlagen zum Staatsdoping in der DDR fand sich bei den gedopten Sportlern auch der Name von Lauterbach.